# یواس‌اس سوای (ای‌ام-۱۲۰)
یواس‌اس سوای (ای‌ام-۱۲۰) (به انگلیسی: USS Sway (AM-120)) یک کشتی بود که طول آن ۲۲۱ فوت ۶ اینچ (۶۷٫۵۱ متر) بود. این کشتی در سال ۱۹۴۲ ساخته شد.